# Le Maudit Festival
 (septembre 2024).
Si vous disposez d'ouvrages ou d'articles de référence ou si vous connaissez des sites web de qualité traitant du thème abordé ici, merci de compléter l'article en donnant les références utiles à sa vérifiabilité et en les liant à la section « Notes et références ».
Le Maudit Festival (anciennement Festival des Maudits Films, de 2009 à 2019), est un festival de cinéma de rétrospective, ayant lieu chaque année au mois de janvier à Grenoble.
Pour l’édition 2020, l’association Terreur Nocturne reprend l’organisation du festival créé par Karel Quistrebert. À cette occasion, le festival change de nom et devient Le Maudit Festival.
Le festival balaye tous les genres, les époques et les horizons, et diffuse des œuvres peu vues, méconnues du grand public ou alternatives au cinéma classique.
Si le but premier du festival est une rétrospective de films, d’autres événements s’articulent autour comme des dédicaces d’invités du festival, des conférences, des expositions, des ciné concerts, une compétition de courts métrages,,.

## Partenaires
Le festival se déroule au Cinéma Juliet Berto, et est organisé principalement en partenariat avec la Cinémathèque de Grenoble, le Cinéclub de Grenoble, la ville de Grenoble, le département de l’Isère.
Les autres partenaires du festival sont le Cinéma Le Club, le cinéma Le Cap à Voreppe, Cultorupoing.

## Archives

### Édition 2021
Édition annulée à cause de la pandémie de Covid-19.
2 projections hors festival présentées par Sarah Onave :
- The Wicker Man (1973) de Robin Hardy au cinéma Mon Ciné de Saint Martin d'Hères le 16 juin 2021.
- Possession (1981) d'Andrzej Żuławski au cinéma Le Club de Grenoble le 15 juillet 2021.

### Édition 2020
- Swallow (2019), de Carlo Mirabella-Davis
- Cruising (1980), de William Friedkin
- Aguirre, la colère de Dieu (1972), de Werner Herzog
- Le Renne blanc (1952), de Erik Blomberg
- Typhoon (1962), de Pan Lei
- La Mariée aux cheveux blancs (1993), de Ronnie Yu
- Long Weekend (1978), de Colin Eggleston
- Réveil dans la terreur (1971), de Ted Kotcheff
- Bubba Ho-tep (2002), de Don Coscarelli
- Les Sources occultes (2019), de Laurent Courau
- Au-delà du réel (1980), de Ken Russel
- Hellraiser 2, (1988), de Tony Randel
- Nollywood Babylon (2008), de Ben Addelman et Samir Mallal

Les invités du festival étaient Frédéric Thibaut, Wafa Germani, Hélène Godin, Ornella Martin, Laurent Huyart, Naïm Aït-Sidhoum, Laurent Courau et Quentin Boëton. L'affiche a été réalisée par Lapin bleu.

### Edition 2019
El Topo, Soleil de Feu, La chasse du comte Zaroff, Salomé, Cirdus of Fear, Them ! Les monstres attaquent la ville, La revanche de King Kong, Barracuda les machoires de la mort, Massacre à la tronçonneuse 2, Ne coupez pas, Pink Flamingos,Captain Orgazmo

### Edition 2018
Dr Jekyll et Mr Hyde, Beat Street, Péché Mortel, Rues de feu (Les), Halluciné (L'), Frankenhooker, Performance, Angoisse, Meurtre par procuration, Kiss contre les fantômes, Get Crazy, Punisher, Flic ou zombie

### Edition 2017
Thing (The), Retour des morts-vivants (Le), Sixième continent (Le), Troublez-moi ce soir, Griffe de Frankenstein (La), Hitcher, Larry le dingue, Mary la garce, Big Racket, Épouvante sur New York, Dernier face-à-face (Le), Griffes de la nuit (Les), Tobor, the Great, A Gun for Jennifer, DOA : Dead or Alive

### Edition 2016
Convoi de la peur (Le), C'était demain, Sorgoï Prakov my european dream, Fantasmagorie, Main du diable (La), Hormona, Massacre des vampires (Le), Vampire, vous avez dit vampire ?, Welcome to Leith, Dark Star, Scotland Yard contre X, Retour des tomates tueuses (Le), Autre monde (L'), Made in France, Traqués de l'an 2000 (Les), Megaforce

### Edition 2015
Opération diabolique (L'), Advocate for Fagdom (The), Hustler White, Fièvre, Change pas de main, Dealer, Quand la jungle s'éveille, Retour de la créature du lagon (Le), Samurai (Der), Colline a des yeux (La), Salaire du diable (Le), Gorge profonde, Electric Boogaloo, Catégorie X, Sankukai, les évadés de l'espace, Yor, le chasseur du futur

### Edition 2014
Panic sur Florida Beach, Chop, Perdita Durango, Frankenweenie, Act of Killing (The), Outrage, FP (The), Submersion du Japon (La), King Kong contre Godzilla, Across the River, Effroyable secret du Dr Hichcock (L'), Route de Salina (La), Clowns tueurs venus de l'espace (Les), Étrange couleur des larmes de ton corps (L'), Incroyable alligator (L'), Toxic

### Edition 2013
New York 1997, Los Angeles 2013, Mystère du poisson volant (Le), Poupées du diable (Les), Hercule à la conquête de l'Atlantide, Légions de la Cléopâtre (Les), Elle s'appelait Scorpion, Electra Glide in Blue, Elmer, le remue-méninges, Django, le proscrit, Sukiyaki Western Django

### Edition 2012
Jean Rollin, le rêveur égaré, Démoniaques (Les), Brune et moi (La), Homme-léopard (L'), Last Caress, Mouche noire (La), Rayon invisible (Le), Forbidden Zone, Moulin des supplices (Le), Bête aveugle (La), Retour de Flesh Gordon (Le), Charlots contre Dracula (Les), Bloody Mama, Coffy, panthère noire de Harlem

### Edition 2011
Théorie de la religion, Yeux sans visage (Les), Monstres de l'espace (Les), Cirque des vampires (Le), Planète interdite, Sadique Baron von Klaus (Le), Attaque de la moussaka géante (L'), Lust in the Dust, Course à la mort de l'an 2000 (La)

### Edition 2010
Amer, Invasion des profanateurs de sépultures (L'), Temps du massacre (Le), Hercule contre les vampires, Chambre des tortures (La), Reefer, Madness, the Musical, Plan 9 from Outer Space, Chair pour Frankenstein, Ilsa, la louve des SS

### Edition 2009
Cauchemar de Dracula (Le), Bossu de la morgue (Le), Chose d'un autre monde (La), Robots  2000, odyssée sous-marine, Super Inframan